# National Airports System
Das kanadische National Airports System (NAS) wurde in der im Jahr 1994 veröffentlichten „National Airports Policy“ definiert. Das System sollte alle Flughäfen mit einem jährlichen Verkehrsaufkommen von 200.000 oder mehr Passagieren umfassen, sowie unabhängig von Verkehrsaufkommen alle Flughäfen, welche die Hauptstädte der Provinzen und Territorien bedienen. Aktuell umfasst das NAS 26 Flughäfen in allen kanadischen Provinzen und Territorien.
Alle Flughäfen des NAS, mit Ausnahme der drei Flughäfen der Hauptstädte der Territorien, welche den dortigen Regierungen gehören, sind im Besitz von Transport Canada und an lokale Behörden verpachtet, die diese betreiben. Mit Ausnahme der Stadt Kelowna haben alle lokalen Verwaltungen dafür entsprechende Gesellschaften gegründet. Die Stadt Kelowna verwaltet ihren Flughafen selber.
Ab 1994 bedienten die 26 NAS-Flughäfen mehr als 90 % des gesamten planmäßigen Passagier- und Frachtverkehrs in Kanada.

## Liste der Flughäfen
| Provinz/ Territorium     | Flughafen                                                 | IATA | ICAO | Betreiber                                                | Bemerkung                  |
| ------------------------ | --------------------------------------------------------- | ---- | ---- | -------------------------------------------------------- | -------------------------- |
| Alberta                  | Calgary International Airport                             | YYC  | CYYC | Calgary Airport Authority                                |                            |
| Alberta                  | Edmonton International Airport                            | YEG  | CYEG | Edmonton Regional Airports Authority                     |                            |
| British Columbia         | Kelowna International Airport                             | YLW  | CYLW | City of Kelowna                                          |                            |
| British Columbia         | Prince George Airport                                     | YXS  | CYXS | Prince George Airport Authority                          |                            |
| British Columbia         | Vancouver International Airport                           | YVR  | CYVR | Vancouver International Airport Authority                |                            |
| British Columbia         | Flughafen Victoria International                          | YYJ  | CYYJ | Victoria Airport Authority                               |                            |
| Manitoba                 | Winnipeg James Armstrong Richardson International Airport | YWG  | CYWG | Winnipeg Airports Authority                              |                            |
| New Brunswick            | Fredericton International Airport                         | YFC  | CYFC | Fredericton International Airport Authority              |                            |
| New Brunswick            | Greater Moncton Roméo LeBlanc International Airport       | YQM  | CYQM | Greater Moncton International Airport Authority          |                            |
| New Brunswick            | Saint John Airport                                        | YSJ  | CYSJ | Saint John Airport                                       |                            |
| Neufundland und Labrador | Gander International Airport                              | YQX  | CYQX | Gander International Airport Authority                   |                            |
| Neufundland und Labrador | St. John’s International Airport                          | YYT  | CYYT | St. John’s International Airport Authority               |                            |
| Nordwest-Territorien     | Yellowknife Airport                                       | YZF  | CYZF | Government of the Northwest Territories                  | Im Besitz des Territoriums |
| Nova Scotia              | Halifax Stanfield International Airport                   | YHZ  | CYHZ | Halifax International Airport Authority                  |                            |
| Nunavut                  | Iqaluit Airport                                           | YFB  | CYFB | Government of Nunavut                                    | Im Besitz des Territoriums |
| Ontario                  | London International Airport                              | YXU  | CYXU | Greater London International Airports Authority          |                            |
| Ontario                  | Ottawa Macdonald-Cartier International Airport            | YOW  | CYOW | Ottawa Macdonald-Cartier International Airport Authority |                            |
| Ontario                  | Thunder Bay Airport                                       | YQT  | CYQT | Thunder Bay International Airports                       |                            |
| Ontario                  | Toronto Pearson International Airport                     | YYZ  | CYYZ | Greater Toronto Airports Authority                       |                            |
| Québec                   | Flughafen Montréal-Trudeau                                | YUL  | CYUL | Aéroports de Montréal                                    |                            |
| Québec                   | Flughafen Montreal-Mirabel                                | YMX  | CYMX | Aéroports de Montréal                                    |                            |
| Québec                   | Aéroport international Jean-Lesage de Québec              | YQB  | CYQB | Aéroport de Québec                                       |                            |
| Prince Edward Island     | Charlottetown Airport                                     | YYG  | CYYG | Charlottetown Airport Authority                          |                            |
| Saskatchewan             | Regina International Airport                              | YQR  | CYQR | Regina Airport Authority                                 |                            |
| Saskatchewan             | Saskatoon John G. Diefenbaker International Airport       | YXE  | CYXE | Saskatoon Airport Authority                              |                            |
| Yukon                    | Erik Nielsen Whitehorse International Airport             | YXY  | CYXY | Government of Yukon                                      | Im Besitz des Territoriums |